# Johann Maria Hildebrandt
Johann Maria Hildebrandt (* 19. März 1847 in Düsseldorf, Rheinprovinz; † 29. Mai 1881 in Antananarivo, Königreich Madagaskar) war ein deutscher Botaniker und Forschungsreisender. Sein offizielles botanisches Autorenkürzel lautet „Hildebrandt“.

## Leben und Wirken
Hildebrandt war der Sohn des Malers Theodor Hildebrandt. Er widmete sich dem Maschinenbau. Da er infolge einer Explosion sein rechtes Auge verloren hatte, wandte er sich der Gärtnerei zu. Er war im Botanischen Garten Halle wie auch im Botanischen Garten Berlin tätig.
1872 ging er nach Afrika, bereiste Ägypten und im Anschluss an Werner Munzingers Expedition Abessinien, ferner die Danakilländer und auf zwei Expeditionen die Somalländer.
Von einer Erholungsreise nach Ostindien zurückgekehrt, durchforschte er Sansibar und die gegenüberliegende Küste, und er unternahm auch eine dritte Expedition nach dem Somalland.
1874 kehrte er nach Europa zurück, begab sich aber schon im folgenden Jahr abermals nach Afrika, um die Komoreninsel Johanna (Anjouan) zu durchforschen.
Ein Versuch, den Kilimandscharo und Mount Kenia zu erreichen, scheiterte 1875; doch kam er 1877 dem Kenia bis auf drei Tagesmärsche nahe.
Mit reicher Ausbeute, aber durch Fieber sehr geschwächt, kehrte Hildebrandt im November 1877 heim und lebte bis 1879 in Berlin.
Dann ging er nach Madagaskar. Auf einer ersten Expedition sammelte er sichere Nachrichten über das Ende Christian Rutenbergs. In Madagaskar entdeckte er 1878 eine unbekannte Palmenart, die Bismarckpalme (Bismarckia nobilis), die er nach dem Reichsgründer Otto von Bismarck benannte. 1880, von abermaliger Erkrankung genesen, trat er eine Reise ins Innere der Insel an.
Von dort aus besuchte er das östlich gelegene Waldgebirge, unternahm dann eine Expedition in das Ankaratragebirge und wandte sich, von dort durch starken Regen vertrieben, nach Südbetsileo. Kaum nach Antananarivo zurückgekehrt, starb er dort am 29. Mai 1881. Seine Berichte veröffentlichte er in der Zeitschrift der Gesellschaft für Erdkunde.
1878 wurde Hildebrandt in die Gesellschaft für Erdkunde in Berlin aufgenommen.

## Veröffentlichungen (unvollständig)
- Ausflug in die Nord-Abessinischen Grenzländer im Sommer 1872. In: Zeitschrift der Gesellschaft für Erdkunde zu Berlin. Band 8, 1873, S. 449–470 (Digitalisat).
- Erlebnisse auf einer Reise von Massua in das Gebiet der Afer und nach Aden. In: Zeitschrift der Gesellschaft für Erdkunde zu Berlin. Band 10, 1875, S. 1–37 (Digitalisat).
- Ausflug von Aden in das Gebiet der Wer-Singelli-Somalen und Besteigung des Ahl-Gebirges. In: Zeitschrift der Gesellschaft für Erdkunde zu Berlin. Band 10, 1875, S. 266–291 (Digitalisat).
- Auszug aus einem Bericht über die Somali–Länder von Herrn J. Hildebrandt. In: Verhandlungen der Gesellschaft für Erdkunde zu Berlin. Band I, Nr. 2, 1875, S. 71–74 (Digitalisat).
- Herr Hildebrandt: Übersicht seiner Reisen in den Küstenländern von Arabien und Ost–Afrika. In: Verhandlungen der Gesellschaft für Erdkunde zu Berlin. Band I, Nr. 10, 1875, S. 269–277 (Digitalisat).
- Meine zweite Reise in Ostafrika. In: Globus. Band XXXIII, 1878, S. 269–271 (Digitalisat).
- Meine zweite Reise in Ostafrika II. In: Globus. Band XXXIII, 1878, S. 279–281 (Digitalisat).
- Meine zweite Reise in Ostafrika III. In: Globus. Band XXXIII, 1878, S. 296–298 (Digitalisat).
- Skizze zu einem Bilde central-madagassischen Naturlebens im Frühling. In: Zeitschrift der Gesellschaft für Erdkunde zu Berlin. Band 16, Nr. 3, 1881, S. 194–203.

## Ehrungen
Jean Louis Cabanis widmete ihm 1878 den wissenschaftlichen Namen des Hildebrandtfrankolins (Pternistis hildebrandti) und des Hildebrandtglanzstar (Lamprotornis hildebrandti). Burckhardt ehrte ihn 1893 in der Elefantenvögel-Art Aepyornis hildebrandti Urobrachya hildebrandti Sharpe, 1890 gilt heute als Synonym zur Stummelweber-Unterart (Euplectes axillaris zanzibaricus Shelley, 1881), Lagonosticta rubricata hildebrandti Neumann, 1907 als Synonym der Dunkelamarant-Unterart (Lagonosticta rubricata ugandae Salvadori, 1906) und Notauges hildebrandti Shelley, 1885 als Synonym für den Shelleyglanzstar (Lamprotornis shelleyi Sharpe, 1890).
Edgar von Harold nannte 1878 einen Prachtkäfer (Sternocera hildebrandti) nach ihm.